# Geschützter Landschaftsbestandteil Haspe-Heubing (Geweke)

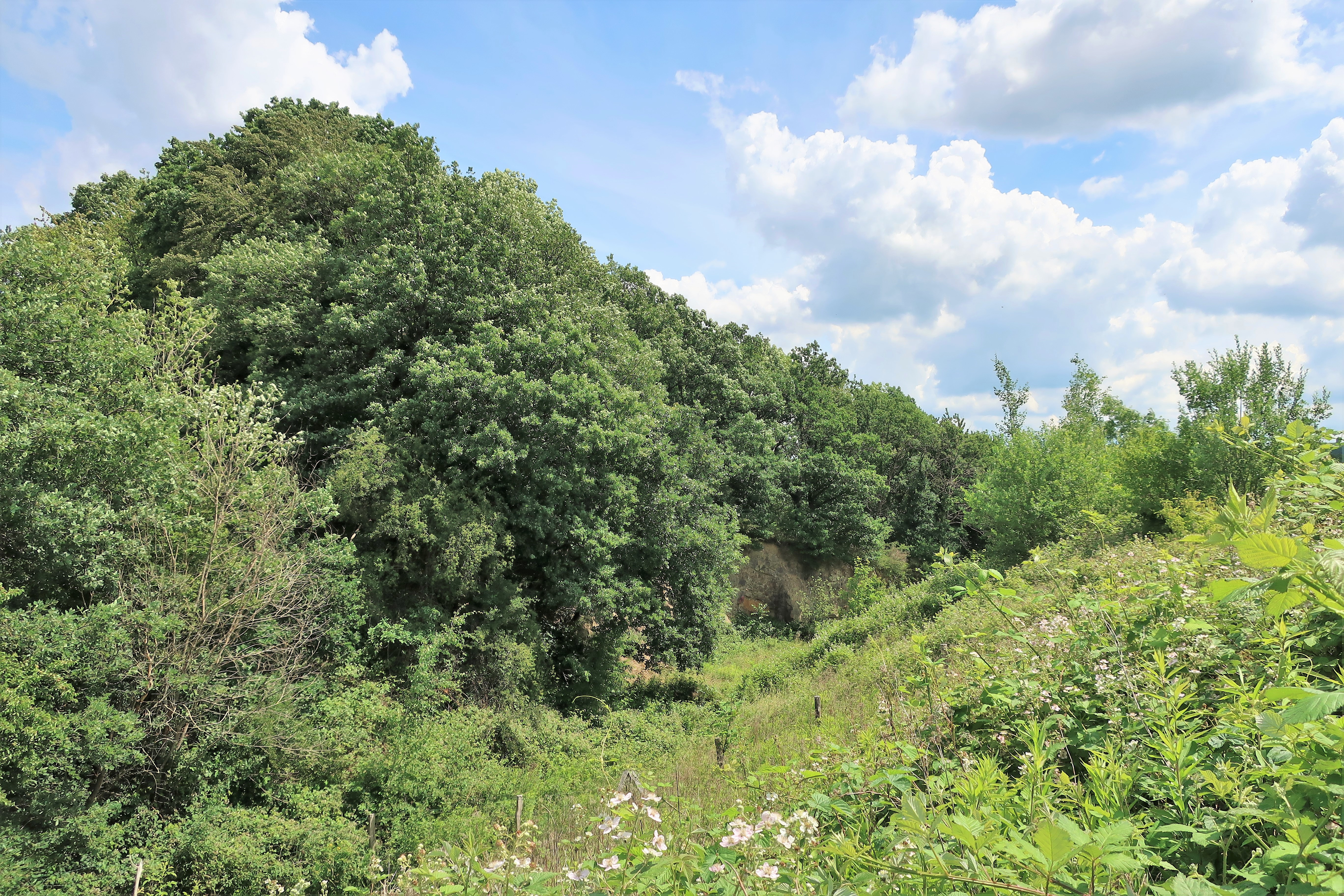
Geschützter Landschaftsbestandteil Haspe-Heubing (Geweke)

Der Geschützte Landschaftsbestandteil Haspe-Heubing (Geweke) mit einer Flächengröße von 0,25 ha liegt auf dem Gebiet der kreisfreien Stadt Hagen in Nordrhein-Westfalen. Der LB wurde 1994 mit dem Landschaftsplan der Stadt Hagen vom Stadtrat von Hagen ausgewiesen.

## Beschreibung
Beschreibung im Landschaftsplan: „Der Landschaftsbestandteil liegt westlich der Tückingstraße am Fuße des Roderberges. Es handelt sich um die verbliebene Steilwand eines ehemaligen Ziegelschieferbruches in den Hagener Schichten des Oberkarbons mit Wechsellagerungen von Ton-, Alaun-, Sandschiefern und Grauwacke sowie fossilen Funden aus dem Karbon. Die beachtenswerten Kleinfältungen, Spezialsättel und Mulden sind verkippt. An der oberen Hangkante erstreckt sich eine artenreiche Gehölzreihe.“

## Schutzzweck
Laut Landschaftsplan erfolgte die Ausweisung „zur Sicherung der Leistungsfähigkeit des Naturhaushalts durch Erhalt eines Lebensraumes für wärmeliebende Tier- und Pflanzenarten“.